# Forrai Katalin
Forrai Katalin, Vikár Lászlóné (Debrecen, 1926. szeptember 25. – Budapest, 2004. december 30.) magyar zenetanár, karnagy. Apja Forrai István karnagy, zenetanár. Férje Vikár László népzenekutató, egyetemi tanár, a zenetudományok kandidátusa. Gyermekei Vikár András, Vikár Tamás és Vikár Katalin.

## Élete

### Tanulmányok
1945. Debrecen – tanítói- és ének szaktanítói képesítés 
1947-1951. Budapest Liszt Ferenc Zeneművészeti Főiskola – középiskolai énektanár, karvezető – Tanárai: Bárdos Lajos, Szabolcsi Bence, Bartha Dénes, Forrai Miklós, Perényi László, Vásárhelyi Zoltán

### Szakmai életút
1946-1951. Dózsa György Úti Általános Iskola (XIII. ker.) ének tanára
1951-1952. Állami Óvónőképző (XIII. ker., Huba utca) tanára 
1947-2001. Csobánc utca (VIII. ker.) – Zeneóvoda vezetője (1952-től  Énekes óvoda néven, a kezdetektől 1967-ig Kodály Zoltán támogatásával)
1955. Tímár utcai óvoda (III. ker.) – Énekes óvoda foglalkozásvezetője
1952-1959. Brunszvik Teréz Óvónőképző Szakiskola (II. ker., Lorántffy utca) tanára 
1952-1989. Magyar Rádió Óvodások műsorának műsorvezetője
1959-1984.  Magyar Rádió óvodája – Zeneóvoda foglalkozásvezető
1959-1966. Szinyei Merse Pál Gimnázium (VI. ker. Horog u.) ének tanára 
1959-1966. Országos Pedagógiai Intézet (OPI) munkatársa. Feladata: az óvónők továbbképzése, a középfokú óvónőképzők tantervének előkészítése; énekkönyvek szerkesztése; 1960-tól kisgyermeknevelők ének-zenei továbbképzése
1960-1975., 1975-1983. Heim Pál Gyermekkórház Módszertani bölcsődéjében zenei megfigyelések vezetése
1964. Nemzetközi Zenei Nevelési Társaság (International Society of Music Education=ISME) budapesti konferenciája – óvodásokkal bemutató a Zeneakadémián. 
1966-1975. Bölcsődék Országos Módszertani Intézete (BOMI) tudományos főmunkatárs, kutatócsoport tagja. Feladata átfogó gondozási-nevelési program kidolgozása. (A BOMI szervezetileg 1970-ben jött létre.)
1966-1970.  Egészségügyi Minisztérium Erőmű Utcai Bölcsőde (XI.ker.)- gondozónők képzése és kutatás
1975-1983.  Országos Pedagógiai Intézet (OPI) főmunkatársa, főiskolai docense. Feladata: a hazai zenepedagógiai képzés és továbbképzés kutató-fejlesztő szakértőjeként tantervek, óvodai nevelési programok kidolgozásának irányítása, az Országos Ének Munkaközösségvezetők tanácskozásainak szervezése, a Megyei Pedagógiai Központok munkájának összehangolása.
1976-1977. Nyárs Utcai Óvoda (I.ker.) – óvodai kísérlet vezetése
1983. Nyugdíjba vonul az Országos Pedagógiai Intézetből
1983 után számos meghívásnak, szakmai kérésnek tesz eleget, képzéseket, továbbképzéseket tart, konferenciákon, szakmai napokon tart előadásokat és bemutatókat.
1987-1988. Kosciuszkó Tádé Utcai Zenei Általános Iskola (I.ker.) – Zeneóvoda vezetése
1992-2000. Gazdagréti Óvoda (II.ker.) – Zeneóvoda vezetése

## Szakmai közéleti tevékenységek

### Szakmai közéleti tevékenység (Magyarország)
1951-1960. Óvodai szakfelügyelő Budapesten
1951-1960.    Óvodai Nevelési Program ének-zenei neveléssel kapcsolatos részének kidolgozása, Óvónőképző szakközépiskola számára tankönyv kidolgozása, Zenei oktatás szakfelügyelete országszerte
1952-1989.     A Magyar Rádióban óvodások számára készült műsor zenei (Óvodások műsora) műsorvezetője 
1961.              Kodály 333 olvasógyakorlatának dallamaira írott Weöres Sándor versek létrejöttében személyes közreműködés
1970-              A Magyar Pedagógiai Társaság (MPT) tagja, az Óvodai Szekció és Kisgyermeknevelési Szakosztály aktív tagja
1977-1981.     Az MTA és Oktatási Minisztérium által létrehozott Magyar Zenei Nevelési Bizottság titkára
1977-től kétévente Ének Munkaközösség Vezetők Tanácskozásai. 
1994- A MUS-E program (Music-Europe (MUS-E) multikulturális mintaprogram) tanácsadója
1978-  Magyar Kodály Társaság tiszteletbeli tagja
1980-1991.    Magyar Zenei Tanácsban elnökségi tag, később 1991-1994. elnöke,  1994-1998. elnökségi tagja, 1998-tól rendkívüli egyéni tagja. A Liszt Ferenc Társaság tagja, ami a Magyar Zenei Tanács tagszervezete.
Magyar Zeneművészek Szövetségének tagja

### Szakmai közéleti tevékenység (nemzetközi szerepvállalások)
A világ 21 országában, több kontinensen tartott előadást vagy képzést Kodály Zoltán pedagógiai elveiről és a koragyermekkori ének-zenei nevelésről.
ISME (International Society of Music Education vagyis Nemzetközi Zenei Nevelési Társaság) konferenciái:
1964 (VI., Magyarország) – bemutató foglalkozás és műhely
1966 (VII., USA, Michigan) – előadás
1970 (IX., Oroszország, Moszkva) – előadás
1974 (XI., Ausztrália, Perth) – előadás és műhely
1976 (XII., Svájc, Montreaux) – előadás
1978 (XIII., Kanada, London-Ontario) – előadás
1980 (XIV., Lengyelország, Varsó)
1982 (XV., Anglia, Bristol)
1984 (XVI., USA, Eugen Oregon) – előadás
1986 (XVII., Ausztria, Innsbruck)
1988 (XVIII. Ausztrália, Camberra)
1990 (XIX., Finnország, Helsinki)
1992 (XX., Korea, Seoul)
1994 XXI., USA, Tampa-Florida)

ISME  Early Childhood Seminar (Kisgyermeknevelési Bizottságának) alkalmai:
1984 Ist ISME  Early Childhood Seminar (USA, Seattle) – előadás
1986 IIst ISME Early Childhood Seminar (Magyarország, Kecskemét)
1988 IIIrd ISME Early Childhood Seminar (Ausztrália, Brisbane) – előadás
1990 IVth ISME Early Childhood Seminar (Finnország, Lahti)
1992 Vth ISME Early Childhood Seminar (Japán, Tokyo)
1994 VIth Early Childhood Seminar (USA, Columbia-Missuri)

IKS (International Kodály Symposium vagyis Nemzetközi Kodály Szimpózium) alkalmai:
1973 Ist International Kodály Symposium (USA, Oakland_California)
1975 IInd International Kodály Symposium (Magyarország, Kecskemét) – műhely
1977 IIIrd International Kodály Symposium (Kanada, Wolfville-Nova Scotia)
1979 IVth International Kodály Symposium (Ausztralia, Sydney) – előadás
1983 VIth International Kodály Symposium (Belgium, Antwerp) – előadás
1985 VIIth International Kodály Symposium (Anglia, London) – előadás
1987 VIIIth International Kodály Symposium (Magyarország, Kecskemét) – előadás
1989 IXth International Kodály Symposium (Görögország, Athens) – előadás
1991 Xth International Kodály Symposium (Kanada, Calgary-Alberta) – előadás
1993 XIth International Kodály Symposium (USA, West Hartford-Connecticut) – képzés
1995 XIIth International Kodály Symposium (Olaszország, Assisi)
1997 XIIIth International Kodály Symposium (Fülöp-szigetek, Manila)
1999 XIVth International Kodály Symposium (Magyarország, Kecskemét)

További előadások és képzések helyszínei:
1967 Orff Institute (Ausztria, Salzburg) – előadások
1968 Kodály Institute (Japán, Tokio) – előadások és képzés
1969 Dana School (USA, Boston, Wellesley) – képzés
1969 Bloomington University (USA, Indiana) – képzés
1971 Dalhousie University (Kanada, Halifax-Nova Scotia) – képzés
1972 Music Academy (Olaszország, Bologna) – csereprogram
1972 Dalhousie University (Kanada, Halifax- Nova Scotia) – képzés
1972 Izland, Reykjavík – előadások és képzés
1972 Németország, Berlin – előadás
1973 Kodály Musical Training Institute (USA, Wellesley) – képzés
1974 Kodály Education Institute of Australia (Ausztrália, Sydney) – előadások és képzés
1974 Kodály Institute (Japán, Tokio) – előadások és képzés
1976 Royal Conservatory (Kanada, Toronto-Ontario) – képzés
1977 Sam Houston State University (USA, Texas, Hustonvill) – képzés
1977 Acadia University (Kanada, Nova Scotia) – képzés
1978 Kodály Seminar (Franciaország, Paris)
1976 Royal Conservatory (Kanada, Toronto-Ontario) – képzés
1979 Kodály Courses (Ausztrália, Adalaide, Melbourne, Brisbane, Sydney) – képzések
1980 Indiana University (USA, Bloomington) – előadások
1981 Kodály Summer Course (Ausztralia, Queensland, Brisbane) – képzés
1982 Sibelius Academy (Finnország, Helsinki) – előadások és képzések
1982 Kodály Seminar (Franciaország, Niort) – előadások
1982 ISME Teacher’s Training Seminar (Spanyolország, Madrid) – előadás
1983 USA, Alabama-Auburn, California-Oakland – képzések
1984 University of Washington (USA, Seattle) – képzés
1984 Sam Houston State University (USA, Texas, Huntsville) – előadás
1984 MIDEM Classique (ISME) (Franciaország, Cannes)
1985 Kodály Institute of Canada Conference (Kanada, London-Ontario) – plenáris előadó
1985 Courses in USA (USA, Pittsburgh, Milwaukee-Wyoming) – képzések
1985 Lectures in Canada (Kanada, Toronto-Ontario, Halifax-Nova Scotia)
1985 Course in Danmark (Dánia, Egtved) – képzés
1987 Musikhochschule Köln (Németország, Köln) – előadás
1987 Musik-Konservatorium (Svájc, Biel)
1987 Acadia University (Kanada, Wolfville-Nova Scotia) – képzés
1987 Royal Conservatory (Kanada, Toronto-Ontario) – képzés
1987 Alveno College (USA, Milwaukee-Wyoming) – képzés
1987 University of Oklahoma (USA, Oklahoma) – képzés
1988 Musik-Konservatorium (Svájc, Biel) – képzés
1988 University of Jyväskylä (Finnország) – képzés
1988 British Kodály Society (Anglia, London) – képzés
1989 Belmont College (USA, Nashville-TN) – képzés
1989 University of Missouri (USA, Columbia-MO) – képzés
1989 Duquesne University (USA, Pittsbugh-PA) – képzés
1989 Royal Conservatory (Kanada, Toronto-Ontaro) – képzés
1989 University of Western Ontario (Kanada, Ontario) – képzés
1989 British Kodály Society (Anglia, London, Cheltenham) – képzés
1989 ISME Latin American Seminar (Argentina, Buenos Aires)
1989 Kodály Society of Japan (Japán, Tokyo és 13 más város) – előadások
1990 Queensland Kodály Society, Education Department of Queensland (Ausztrália, Brisbane) – képzések és előadások
1990 Kodály Gesellschaft der Schweiz (Svájc, Luzern) – képzés
1990 Silver Lake College (USA, Manitowoc-Wyoming) – képzés
1990 University of Hartford (USA, Hartford-CT) – képzés
1990 Capital University (USA, Colombus-Ohio) – képzés
1990 California State University (USA, Los Angeles-CA)
1991 Kodály Gesellschaft der Schweiz (Svájc, Luzern) – képzés
1991 Education Department of Queensland (Ausztrália, Brisbane) – előadások és képzések
1991 University of Kentucky (USA, Lexington-KY) – képzés
1991 University of Washington (USA, Seattle-W) – képzés
1991 Royal Conservatory (Kanada, Toronto-Ontario) – képzés
1991 University of Calgary (Kanada, Alberta) – képzés
1991 British Kodály Academy (Anglia, London) – előadások
1991 Internationales Symposium „Musikalische Früherziehung in Wien” (Ausztria, Bécs) – előadás
1991 XXIVth IMC General Assembly (Németország, Bonn) – (az ISME és a Magyar Zenei Tanács bemutatása)
1992 Education Department of Queensland (Ausztralia, Brisbane) – előadások és képzések
1992 University of Ohio (USA, Cincinati-OH) – képzés
1992 Sam Houston State University (USA, Huntsville-TX) – képzés
1992 West Chester University (USA, Philadelphia-PA) – képzés
1992 Tokyo Open the World Music Day (Japán, Nagoya) – előadások
1992 British Kodály Academy (Anglia, London) – előadások
1992 Musikalische Früherziehung und Medien (Ausztria, Bécs) – előadás
1993 Hungarian Cultural Centre (Oroszország, Moszkva) – előadások
1993 Holter Music Institute (Norvégia, Skarer) – képzés
1993 Capital University (USA, Columbus-OH) – képzés
1993 Royal Conservatory (Kanada, Toronto-Ontario) – képzés
1993 Australian National University, Music School (Ausztrália, Canberra) – előadások és képzések
1993 Education Department of Queensland (Ausztralia, Brisbane, Townsville) – képzés
1994 University of Hartford (USA, Hartford-CT) – képzés
1994 Holy Names College (USA, Oakland-CA) – előadások és képzés
1995 Schwiezerisches Kodály Institut (Svájc, Luzern) – képzés
1995 Brigham Young University (USA, Provo-Utah) – képzés
1995 Ryerson University (Kanada, Toronto-Ontario) – képzés
1996 Brigham Young University (USA, Provo-Utah) – képzés
1996 AIKEM (Italian Association of Kodály Music Education)(Olaszország, Florence) – képzés
1997 European Music Union (EMU) Conference (Spanyolország, Barcelona) – előadás
1997 Kodály Music Education Institute of Ausrtalia (KMEIA) (Ausztralia, Brisbane, Queens. Branch)
1997 Zoltán Kodály Honorary Celebration and Conference (Románia, Kolozsvár) – előadások
1998 National Conference of the Organization of American Kodály Educators (USA, New Orleans-LA) – előadás

### Forrai Katalin nemzetközi szerepvállalása
1976-1986.     Nemzetközi Zenei Nevelési Társaság vagyis International Society of Music Education (ISME) tagja, a magyar munkacsoportjának elnöke, javaslatára alakult meg az ISME Kisgyermeknevelési Bizottsága 1978-ban
1976-1986.     Nemzetközi Zenei Nevelési Társaság (International Society of Music Education, ISME) igazgatósági tagja; 1986-1992 választott elnök; 1992-2004 a tanácsadó bizottság tagja
1978-1982.     ISME Kisgyermeknevelési Bizottságának (Early Childhood Seminar) üléselnöke
1979-1983.     Nemzetközi Kodály Társaság (International Kodály Society, IKS) alelnöke
1986-1992. Nemzetközi Zenei Nevelési Társaság (ISME) elnöke (választott elnök 86-88, 88-90 elnök, 90-92 utó-elnök)
1992-2004. Nemzetközi Zenei Nevelési Társaság (ISME) tanácsadó bizottságának tagja
Organization of American Kodály Educators (OAKE) – külsős tagja

## Díjai, kitüntetései, elismerései
1962. A magyar pedagógia kiváló képviselője – elismerő oklevél
1976. Magyar Rádió-díj – 25 éves óvodások műsorának szolgáltatásáért
1977. Díj az Ének az óvodában című könyvért
1978. Kiváló tanár – elismerő oklevél
1982. Magyar Rádió-díj – kiemelkedő teljesítményért
1982. Kodály Zoltán 100. éves évfordulós medál
1982. Apáczai Csere János-díj
1986. Munkaérdemrend arany fokozat – 40 éves magyar zenei nevelési munkáért
1987. Az Ifjúságért Végzett Kiváló Munka Érdemérem
1988. Ifjúsági díj
1989. Arany Életfa díj az óvodások zenei neveléséért és a magyar néphagyomány éltetéséért
1993. 1993 Brunszvik Teréz-díj – a kisgyermekkori zenei nevelésért
1994. Kodály Intézetért kitüntetés, Kecskemét
1995. 1995 Kiss Árpád-díj a kimagasló eredményért, amit Magyarországon és a világban tett a zenei nevelésért
1996 A Magyar Köztársasági Érdemrend középkeresztje
1997. Budapest Józsefváros Önkormányzat Becsületrendje az 50 éves óvodai nevelésért
1998. Akócsi Ágnes-díj (Magyar Bölcsődék Egyesületének díja) a családok és bölcsődék zenei nevelésének ügyében kifejtett tevékenységéért

## Művei

### KÖNYVEK, PUBLIKÁCIÓK

#### MÓDSZERTANI KIADVÁNYOK, PUBLIKÁCIÓK, MELYEK NEVÉHEZ KÖTŐDNEK KÖZREMŰKÖDŐKÉNT, TÁRSSZERZŐKÉNT
Az Óvodai nevelés folyóirat állandó szerzője volt. (1978, Búry Lászlóné, Bakonyi Pálné, Dr. Bencés Mártonné szerkesztése alatt, Pethő Géza szerkesztése alatt (1982-1988), majd Bánki Erzsébet (1988-1995) szerkesztése alatt. Ifjúsági Lap- és Könyvkiadó, Budapest
1951.   Óvodai énektanítás  - módszertan, dalanyagok. Budapest, Tankönyvkiadó (1975-ig 6 kiadás) Forrai Katalin zenei anyagot is gyűjtött bele.
1953.   Népi gyermekjátékaink az óvodában. – Budapest: Népművelési Intézet
1956. Dalolj velünk I. Észak-magyarországi NÉPDALOK/DALOS CSOPORTOK ÉNEKKAROK SZÁMÁRA. Szerzői: Balla Péter-Baranyi Dezső-Bartók János-Borsai Ilona-Forrai Katalin-Hajdu András-Dr. Kiss Lajos. Zeneműkiadó Vállalat, Budapest
1957.  Ének-zene az óvodában. Tankönyvkiadó – módszertan, dalanyag, zenehallgatási anyag
1959.   Énekkönyv és szakmódszertan az óvóképzők számára I. – Bp.: Tankönyvkiadó
1960.   T. Aszódi Éva (szerk.): Művészetre nevelés a családban – A gyermek irodalmi, képzőművészeti és zenei nevelése 6 éves koráig [írta: T. Aszódi Éva, Sz. Vida Mária, Forrai Katalin]. Magyar Nők Országos Tanácsa, Hazafias Népfront; Budapest : Kossuth Könyvkiadó, ISBN:    963-09-0614-7
1961.   Schmidt-Kolmer (szerk.): Nevelés a bölcsődében és csecsemőotthonokban (magyar zenei rész). Bp.: Medicina
1961.   Ünnepek, ünnepélyek az óvodában I. (zenei rész). – Bp.: Tankönyvkiadó
1962.   Énekkönyv és szakmódszertan az óvóképzők számára II. – Bp.: Tankönyvkiadó
1962.   A gyermekotthonban élő óvodáskorú gyermek ének-zenei neveléséről : Módszertani levél. – Bp.: Művelődésügyi Minisztérium
1964.   Ünnepek, ünnepélyek az óvodában II. (zenei rész). – Bp.: Tankönyvkiadó
1964.   Sándor Frigyes (szerk.): Zenei nevelés Magyarországon (óvodai nevelés). – Bp.: Zeneműkiadó (később angol, német, spanyol, francia, japán nyelven) (Musik Teaching in Hungary)
1964. B. Vince Ágnes-Kálmán Mária-Boda Margit-Vikárné Forrai Katalin szerk.: Ünnepek, ünnepélyek az óvodában II. – Karácsony, Anyák napja, évzáró/segédkönyv, Tankönyvkiadó Vállalat, Budapest, Tankönyvi szám: 7530.
1964. Fasang Árpád-Forrai Katalin-Friss Gábor-Szabolcsi Bence-Szőnyi Erzsébet-Szávai Magda-Veszprémi Lili: Zenei nevelés Magyarországon Zeneműkiadó Vállalat, Budapest
1965.   Bábjáték és pedagógia (zenei rész). – Bp.: Pedagógus Szakszervezet Kiadványa
1965.   Nevelési módszertani jegyzet bölcsődék számára (zenei rész). – Bp.: Egészségügyi Minisztérium
1966.   Forrai Katalin-Szabados László-Elek László-Vajda Aurél: Esztétikai nevelés az óvodában. Szerk.: Dr. Mészáros István, Tankönyvkiadó Vállalat, Budapest
1966, 1969. Vajda Aurél-Elek László-Forrai Katalin-Szabados László: Esztétikai nevelés az óvodában. Szerk.: Dr. Mészáros István. Tankönyvkiadó Vállalat, Budapest, Tankönyvi száma: 7535.
1967. Keresztúri Ferencné-Iványi Sándorné-Forrai Katalin-Tardos Mártonné: Nevelésmódszertani útmutató – készült a bölcsődei gondozónők továbbképzése céljára. Fővárosi Nyomdaipari Vállalat, Budapest
1969. Leveleki E. – Keresztúri F.-né – Forrai K. – Kabainé Huszka A.: A nevelés eszközei a bölcsődében és a csecsemőotthonban. In: Kabainé Huszka A. (szerk.): A gondozónő, védőnő és gyermekápolónő nevelési feladatai. Gyermeknevelés IV., V., VI. A kiadásért felelős: Akócsi Sándorné. Budapest: Fővárosi Nyomdaipari Vállalat. 141–175.
1969. Kabainé dr. Huszka Antónia-Kereszturi Ferencné-Forrai Katalin-Leveleki Eszter: A gondozónő, védőnő és gyermekápolónő nevelési feladatai In: GYERMEKNEVELÉS IV., V., VI. 
1970.  Átmenetek iskoláskorig (zenei fejezet). – Bp.: Magyar Zenetanárok Egyesülete
1974. Forrai Katalin-Dr. Oszetzky Tamásné-Gyüdi Sándorné-Pirisi Jánosné: Az iskolára előkészítő foglalkozások vezetése – Kézikönyv az általános iskolai tanulmányokra előkészítő foglalkozást vezetők számára. Szerk.: Faragó László, Tankönyvkiadó Vállalat, Budapest, ISBN: 963-17-0698-2 Tankönyvi száma: 91463.
1976. Forrai Katalin – Leveleki Eszter: A mondóka hatása a gyermek ritmikus és prózai beszédére. In: Dobszay László és mtsai: AZ EGÉSZSÉGÜGYI SZAKDOLGOZÓK TOVÁBBKÉPZÉSÉHEZ – Cikk-szemelvények gyűjteménye I., Egészségügyi Szakdolgozók Központi Továbbképző Intézete, Budapest, 44-45.l.
1978. A zenei nevelés szerepe a bölcsődében. In: Forrai és mtsai: II. Országos Bölcsődei Ankét. Szolnok, 141-147.l.
1979. S. Végh Edit-Pirisi Jánosné-Forrai Katalin-Dr. Oszetzky Tamásné: Az iskolaelőkészítő foglalkozások programja. Szerk.: Körmöci Katalin, Országos Pedagógiai Intézet, Budapest, ISBN: 963-681-008-7 (Ének-zenei fejezet, Forrai Katalin, 123-135.)
1980.  Módszertankönyv az óvodai ének foglalkozásokhoz. – Bp.: Tankönyvkiadó –óvónő szakközépiskolások számára
1981. A zenei nevelés és az anyanyelv kapcsolata az óvodában. In: Forrai és mtsai: Az óvodai anyanyelvi nevelés továbbfejlesztése. Óvónőképző Intézet, Kecskemét, 88-102.l., ISBN:         963-673-195-0
1983, 1984. Forrai Katalin-Zilahi Józsefné-Dr. Mészáros Vincéné-Dr. Oszetzky Tamásné: Az óvodai foglalkozások módszertana – II. OSZTÁLY. Szerk.: Benkő Attila, Tankönyvkiadó Vállalat, Budapest, ISBN:    963-17-8181-1, Tankönyvi szám: 58 066.
1985. Forrai K.-Granasztói Sz.-Devecsery L.-Vörös F.-Döbrentey I.-Németh I.-né: Tapasztalatcsere 12. Szerk.: Kiss Attila, Ifjúsági Lap- és Könyvkiadó, Budapest, ISBN:  963-422-729-5. (Forrai: Jó a dal, ha jókor vége. Játékos énekfoglalkozás, 42-57.)
1986. Bónis Ferenc (szerk.): A Kodály Intézet évkönyve III. Szerzők: Bónis Ferenc, Paksa Katalin, Forrai Katalin, Szőnyi Erzsébet, Szalay Olga, Kokas Klára, Pongrácz Zoltán,        Hungexpo, Budapest, A Kodály Intézet Évkönyve, ISBN: 0230-686-7
1992. Varázspálcáját magával vitte. In: Nyugodtan Tegezz! – LEVELEKI ESZTER PEDAGÓGIÁJÁRÓL. Budapest, 149-151.l., ISBN:           963-400-815-1
1994. Magyar Zene ZENETUDOMÁNYI FOLYÓIRAT – XXXV. évfolyam szerzői: Forrai Katalin-Victor Máté-Lendvai Ernő-Kurtág György-Soproni József-Karl Anton Rickenbacher-Hajdú András. Magyar Zenei Tanács
1994. Zenei nevelés az óvodában – SZÖVEGGYŰJTEMÉNY AZ ÓVÓKÉPZŐ FŐISKOLÁK HALLGATÓI SZÁMÁRA/KÉZIRAT. Szerzői: Kodály Zoltán-Dobszay László-Forrai Katalin-Szőnyi Erzsébet-Sárosi Bálint-Kokas Klára-Kiss Lászlóné. Hajdúböszörményi Óvóképző Főiskola, Hajdúböszörmény

#### Saját könyvei (gyűjtemények és módszertani könyvek, cikkek)
1953.   Eszterlánc – képes énekkönyv 2-3 éveseknek. Forrai Katalin (szerk.). Grafika: Kaeszné Lukáts Kató, Zeneműkiadó, Budapest, 1956-ban Papirusz Book Kiadó, Budapest (napjainkig újabb kiadások)
1965.   Szomszéd népek gyermekdalai, I-II. – a szövegeket ford. és írták: Devecseri Gábor, Csukás István, Huszár Klára, Károlyi Amy, Weöres Sándor ; grafika: Reich Károly Bp.: OPI, Tankönyvkiadó (1985-től Zeneműkiadó, 1999-től Holnap Kiadó), Tankönyvi szám: 96 171.
1966.  Európai gyermekdalok I-II. – [illusztráció Reich Károly] ; [a szövegeket ford. és írták Csukás István, Károlyi Amy és Weöres Sándor], Bp.: Zeneműkiadó (3 kiadás 1988-ig) (később német nyelven is: Europäische Kindrelieder, Schott’s Söhne) (napjainkig újabb kiadások)
1973.   Jár a baba, jár... [ill. Reich Károly] – Játékok, dalok, mondókák, Bp.: Móra Kiadó (különdíjas), ISBN:     963-211-111-7, Kozmosz Kiadó (1976) (3 kiadás 1988-ig, napjainkig újabb kiadások: Móra Ferenc Ifjúsági Könyvkiadó, Budapest (1983), ISBN:  963-11-3291-9
1974.   Ének az óvodában. Budapest: Zeneműkiadó. – módszertan és dalanyag, ISBN: 963-330-032-0
9 kiadás 1988-ig (1974, 1976, 1977, 1978, 1979, 1983, 1985, 1987, 1988), 2000-ig 16 kiadás (1991, 1993, 1995, 1996, 1997, 1999, 2000, kb. 150.000 példány, 2004-ig, Forrai Katalin haláláig hétszer nyomta újra változatlan formában az Editio Musica Budapest (EMB) Kiadó, majd 2013-ig további háromszor, a könyv 20. kiadásáig. 2016-ban M. Dietrich Helga, Forrai Katalin tanítványának szakmai ellenőrzése nyomán jelent meg az átdolgozott, felújított kiadás 2016-ban a Móra Könyvkiadónál. 2020-ig 23 kiadást élt meg az Ének az óvodában könyv.
1974.   Daloló állatok. Editio Musica Budapest (napjainkig újabb kiadások)
1976.   A zene hatása a háromévesek fejlődésére (The Influence of Music ont he Development of Three-Old Children), Kodály Envoy, USA
1977, 1979. 1981, 1982.        Ének-zenei nevelés a bölcsődében. (BOMI kiadvány), szerk.: Ruttner Tamás, Egészségügyi Minisztérium Bölcsődék Országos Módszertani Intézete
1977.    A zene hatása a három éves gyermekek fejlődésére. KÜLÖNLENYOMAT A MAGYAR PSZICHOLÓGIAI SZEMLE 1977. XXXIV. KÖTET 5. SZÁMÁBÓL 1977/4
1978.   Daloló ABC – Magyar gyermekdalok és mondókák. Szerk.: Forrai Katalin-Aczél Zsuzsa. Editio Musica Budapest, ISBN:         963-330-575-6,   (napjainkig újabb kiadások)
1979.   Kisgyermekek és a zene, Európai Füzetek, Hamburg, 1979/4, október
1985, 1991. Zenei nevelés kisgyermekkorban. – Editio Musica Budapest
1985. Liliomszál. Zeneműkiadó Vállalat, Budapest, ISBN: 963-330-592-6
1985. Ludaim. Zeneműkiadó Vállalat, Budapest, ISBN:     963-330-593-4
1986.   Ének a bölcsődében – módszertan és dalanyag – Bp.: Zeneműkiadó, ISBN:            963-330-591-8
2000. Katalinka (napjainkig újabb kiadások)

#### Adaptált könyvei
1956.   In Kinderland (az „Eszterlánc” német nyelvű kiadása). – Corvina, Budapest
1967. Europäische Kinderlieder (in German) Schott’s Söhne
1969.   Ének-zene az óvodában (Singing and Music in Kindergartens(japán adaptáció) (fordította: Hani Kjóko), Maiji Tosho Publishers – négy kiadást élt meg
1975. Forrai Katalin-Friss Gábor: Music Education in Hungary. Szerk.: Sándor Frigyes, Corvina Press, Budapest, ISBN: 963-13-6657
1980.   Átmenetek iskolás korig (japán nyelven) (Transitional PHases in the Development of Children until School-Age), Zen-On Music Company, Tokyo (öt kiadás: 1980, 1982, 1985, 1990, 1993)
1988.   Music in Preschool. – Bp.: Corvina, ISBN: 963-13-2588-1  - angol nyelvű mondóka- és gyermekdalanyaggal (társszerző: Jean Sinor) (kiadások: Corvina: 1988, 1991, 1993, Kultúra Publisher:1996, ma: Australian Edition)
1991,1993. Music in Preschool átnézett, bővített.
1991.   Music in Kindergarten (japán adaptáció) (Chinen Naomi), Meiji Tosho Company, Japán, Tokyo (1991, 1992, 1993, 1994, 1995, 1996, 1997, 1998)

#### Audio és video felvételei (magyar és más nyelven)
1961.   Énekelnek a gyerekek / Takács Gábor filmje; Forrai Katalin a film zenei szaktanácsadója
1983-84.         Kodály Zoltán pedagógiai öröksége: Legyen a zene mindenkié! / Kiss J. dir. ; a Pannónia Filmstúdió megbízásából készült 4 részes videófilm szaktanácsadója.            (japán változat 1989. Tokió) A film 5 nyelven került forgalmazásra.

## Emlékezete
- Forrai Katalin Emlékmúzeum:[4] Csodálatos esemény színhelye volt 2008 május 15-én Szombathely melletti Táplánszentkereszt község Erdődy Kastélya. A faluban működő művészeti óvoda kollektívája hatalmas összefogással, a Vikár család nagylelkű felajánlásával kialakította a FORRAI KATALIN EMLÉKMÚZEUMOT.
- Forrai Katalin zenei hagyatéka:[5] Forrai Katalin halála után családja, 2011 decemberében, a Kecskeméti Kodály Intézetnek ajánlotta fel szakkönyveit, jegyzeteket, fényképeket, valamint azokat a video- és magnetofonszalagokat, melyek Kati néni énekfoglalkozásait őrzik. A könyvtár dolgozóival együtt egykori tanítványa, Elizabeth J. Moll (USA) kezdett hozzá elsőként a hatalmas anyag feldolgozásához, rendezéséhez. Köszönet nekik!
- Forrai Katalin-díj: A díjat a Magyar Bölcsődék Egyesülete alapította 2007-ben.[6] A díj hazai bölcsődei területen adományozható azon bölcsődei szakembereknek, bölcsődék, bölcsődei területen működő felnőtt csoportok (pl.: énekkar, zenekar, egyéb zenei tevékenységet folytató csoport stb.) számára, akik Forrai Katalin zenepedagógus szellemiségének megfelelően több éven át kimagasló tevékenységet fejtettek ki – országos vagy helyi szinten – és tevékenységükkel nagymértékben hozzájárultak a bölcsődés gyermekek zenei fejlődéséhez, illetve a bölcsődében dolgozó szakemberek zenei képzettségéhez.
- Nemzetközi Forrai Katalin Díj:[7] 2014-ben Forrai Katalin tiszteletére, egy nemzetközi bizottság – angol, amerikai, ausztrál, kanadai, magyar pályatársai és tanítványai kezdeményezésével – díjat hozott létre. A Nemzetközi Forrai Katalin Díj emléket kíván állítani Forrai Katalin felbecsülhetetlen értékű pedagógiai munkásságának, melyet a kisgyermeknevelés ügyéért fejtett ki. Cél, Kati néni szellemi örökségének ápolása, szakmai hitvallásának mélyebb megismertetése, átörökítése. A díj egyben buzdításul is szolgál azon pedagógusok számára, akik ma is az igényes zenei nevelés megvalósításán munkálkodnak.
- A mester tanít: Ezzel a címmel Forrai Katalinról emlékfilm jelent meg a Liszt Ferenc Zeneművészeti Egyetem kiadásában, a Nemzeti Kulturális Alap támogatásával.